# Armata del Sudovest
L'Armata del Sudovest è stata un'armata dell'esercito degli Stati dell'Unione, che fu coinvolta nelle operazioni militari della Guerra di secessione americana in una regione comprendente Stati e territori a ovest del fiume Mississippi.

## Storia

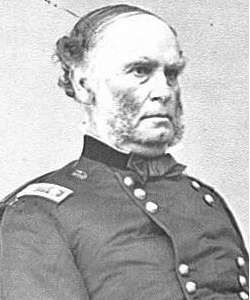
Samuel Ryan Curtis

Creata il giorno di Natale del 1862, l'Armata del Sudovest era composta da truppe del Dipartimento del Missouri. Il principale comandante dell'Armata fu il generale di brigata Samuel R. Curtis, ma molti altri ufficiali ebbero il comando dell'Armata per un breve periodo di tempo nel corso della guerra. La battaglia più importante nella quale fu coinvolta al comando di Curtis, fu quella di Pea Ridge (7 - 8 marzo 1862) nel nordovest dell'Arkansas. Dopo la conquista della città di Helena (Arkansas), verso la fine dell'anno l'Armata non ebbe più una grande rilevanza per il resto della guerra.

## Comandanti
- Maggior generale Samuel R. Curtis (25 dicembre – 29 agosto, 1862)
- Maggior generale Frederick Steele (29 agosto – 7 ottobre, 1862)
- Maggior generale Eugene A. Carr (7 ottobre – ?)
- Maggior generale Willis A. Gorman (1863–1864) e anche comandante del Distretto dell'Arkansas orientale

## Maggiori battaglie e campagne
- Battaglia di Pea Ridge (Curtis)